# 大縣神社 (瑞浪市)
大縣神社（おおあがたじんじゃ）は、岐阜県瑞浪市釜戸町上平紅葉に鎮座する神社(無格社)。

## 祭神
- 大縣大神（おおあがたのおおかみ）

## 例祭
10月の第2日曜日

## 歴史
創建時期は不明である。
平安時代に編纂された美濃国神名帳の土岐郡の項に「従五位下大縣大神」と記されていることから、少なくても10世紀以前に創建されたと思われる。
愛知県犬山市の大縣神社から分祀され勧請した社が起源と考えられる。
しかし瑞浪市釜戸町の大縣神社は、寛文11年（1671年）9月21日に熊谷・西戸両氏によって建立されたもので棟札が残っている、そのため美濃国神名帳に記されている大縣神社の座地については不詳である。
土岐市史では、土岐市肥田町肥田字大県161番地にある無格社の小祠を推定している。
今も神社に隣接して熊谷家があり、その熊谷家に出雲大社社家の千家尊福直筆の軸と社格昇級の願出書並びに棟札の写が保管されている。
明治の初めから太平洋戦争の終わりまで、神社には官幣社、国幣社、府県社、郷社、村社、無格社という神社の格が決められていた。その他には岐阜県においては金幣社と銀幣社も存在した。
この神社は明治6年11月13日に無格社に列したが、明治41年に村社への昇格が図られ、岐阜県知事宛に次のような願出書が出された。
当社は古来縣（あがた）神社又は御縣（おあがた）神社と呼ばれたきたが、よく調べてみると、美濃国神明帳にある大縣明神を祀った古社で、明治六年の社格指定の際誤って無格社に編入したのは恐縮至極、慙愧の極み、ここに社名を大縣神社として村社への昇級を切願する。
当時の社掌（宮司）は、日吉村半原出身の土屋廣丸という全国的にも名のある神主で、熊谷家に泊まり込み、氏子総代の方々と研究協議を重ねて詳細な由緒書きと財産目録を作成、願出書に添付した。
社号標の文字は、土屋氏は千家氏とも懇意の仲で、社格昇格の運動を機に大縣神社と揮亳を依頼されたものと推測される。
この昇格運動は成功しなかったが、社名は大縣神社となり、昭和になってからも、本殿の屋根葺替えや拝殿の増築など篤い敬神の念が捧げられている。

## 交通アクセス
- 瑞浪市コミュニティバス　釜戸=平山線「釜戸郵便局前」バス停より徒歩で約4分。